# Charles Kieffer
Charles Mathias „Charlie“ Kieffer (* 11. August 1910 in Philadelphia; † 8. November 1975 in Quakertown, Pennsylvania) war ein US-amerikanischer Ruderer.
Kieffer gewann bereits 1927 seinen ersten US-Meistertitel, als er mit dem Achter seiner High School bei der National High School Championship siegte. 1932 qualifizierte sich der Zweier mit Steuermann des Pennsylvania Barge Club mit Joseph Schauers, Charles Kieffer und Steuermann Edward Jennings für die Olympischen Spiele 1932 in Los Angeles. Da nur vier Boote gemeldet hatten, fanden keine Vorläufe statt. Das US-Boot siegte mit sechs Sekunden Vorsprung vor den Polen, zehn Sekunden dahinter erhielten die Franzosen die Bronzemedaille vor den abgeschlagenen Brasilianern.
Kieffer war später Bankier in Pottsville, Pennsylvania und fungierte zeitweise als Steuerbeamter.